# Unteriberg
Unteriberg is een gemeente en plaats in het Zwitserse kanton Schwyz, en maakt deel uit van het district Schwyz.
Unteriberg telt 2.304 inwoners.

## Geschiedenis
Tot 1884 vormde Unteriberg samen met Oberiberg de gemeente Iberg.